# Mitch Hewer
Mitchell Scott Hewer (Brístol, Inglaterra; 1 de julio de 1989) es un Actor inglés. Conocido por el papel de Maxxie Oliver en el drama adolescente del canal E4 Skins. También protagonizó Britannia High como el talento polifacético Danny Miller.

## Trayectoria
En 2006, Hewer fue elegido como Maxxie Oliver en el drama adolescente Skins. Apareció en la portada de las ediciones de marzo y octubre de 2007 de la revista gay Attitude, como parte de un artículo "Gays on TV" que incluía estrellas de Skins, Hollyoaks, Coronation Street y Shameless. También apareció desnudo en la edición de junio de 2008 de Cosmopolitan en ayuda de la investigación del cáncer testicular.
Hewer protagonizó el drama musical Britannia High, en el papel de Danny Miller. También aparece en la banda sonora de Britannia High.  También apareció en los populares programas de ITV e ITV2 Xtra Factor, This Morning, Richard and Judy's New Position y en el programa de comedia de la BBC Never Mind the Buzzcocks junto a la capitana del equipo Davina McCall y la cantante Alesha Dixon.
En diciembre de 2009, Hewer apareció en el musical Never Forget, basado en las canciones de la banda de chicos Take That. Interpretó al stripper Harry el Sucio junto a Michelle Collins. El espectáculo tuvo lugar en Fairfield Halls en Croydon, Londres.
En 2014, apareció como Ben en Nightlight y como Steven Stevens en Behaving Badly, la adaptación cinematográfica de la novela de Ric Browde While i'm dead feed the dog.
Hewer se unió al elenco de Casualty como Mickey Ellisson en 2017.

## Vida personal
Nacido en Bristol, Hewer se formó en la Academia de Artes Dramáticas del Suroeste.  Apareció en el vídeo musical "The Club" de Lisa Morgan. Tiene una hermana llamada Samantha y una hija llamada Aria Isabella.

## Filmografía

### Televisión
| Año       | Título          | Role            | Notas                          |
| --------- | --------------- | --------------- | ------------------------------ |
| 2007-2008 | [Skins]         | Maxxie Oliver   | Papel principal (19 episodios) |
| 2008      | Britannia hight | Danny Miller    | Papel principal (9 episodios)  |
| 2016-2017 | Casualty        | Mickey Ellisson | Papel recurrente (8 episodios) |

### Películas
| Año  | Título                       | Role           |
| ---- | ---------------------------- | -------------- |
| 2014 | Comportandose de mala manera | Steven Stevens |
| 2015 | Luz de noche                 | Ben            |